# Nakayama Heijirō

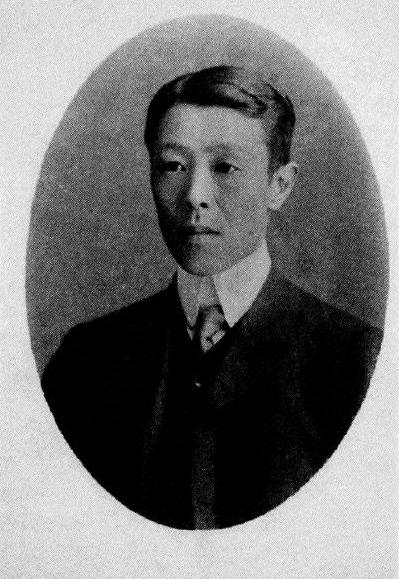
Nakayama Heijirō

Nakayama Heijirō (japanisch 中山 平次郎; * 3. Juni 1871 in Kamigyō, Kyōto; † 29. April 1956 in Fukuoka, Präfektur Fukuoka) war ein japanischer Pathologe und Archäologe.

## Leben
Nakayama wurde 1871 in Kyōto in eine Ärztefamilie geboren. Bereits sein Vorfahre Nakayama Genko (1697–1779) war in der Edo-Zeit Arzt am kaiserlichen Hof in Kyōto. Ebenso sein Großvater Nakayama Akira, der als Hofarzt des Daimyōs Tokugawa Iemochi, von Prinzessin Kazu no Miya (和宮 親子内親王 Kazu-no-miya Chikako naishinnō) und deren Mutter Hashimoto Tsuneko (1826–1865) tätig war. Auch sein Vater Nakayama Yukiteru und seine Mutter Masa arbeiteten bis zur Aufhebung des Tenryakuryō-Amtes (典薬寮) als Beamte des kaiserlichen Haus- und Hofamtes, wo sie zuständig waren für die Aufsicht über die Arzneimittel, den Medizingarten und die ärztliche Behandlung der Beamten.
Zunächst studierte Nakayama Heijirō gemeinsam mit seinem älteren Bruder Morihiko Medizin an der Kaiserlichen Universität Kyūshū. 1874 zog er nach Tokio um und setzte sein Medizinstudium fort an der Kaiserlichen Universität Tokio, die er 1900 abschloss. Hier hatte er auch die Gelegenheit Keramikscherben, die er in der Mittelschulzeit gesammelt hatte, dem Anthropologen Tsuboi Shōgorō zu zeigen, der sie als Keramik der Yayoi-Zeit identifizierte. Zwischen 1903 und 1906 hielt er sich als Auslandsstudent in Deutschland und Österreich auf. Auf der Rückreise machte er die Bekanntschaft des Pathologen Tawara Sunao, der zur gleichen Zeit wie Nakayama in Deutschland studiert hatte. Nach seiner Rückkehr nach Japan 1906 war er als Professor zunächst an der Kaiserlichen Universität Kyōto, der Medizinschule in Okayama, die dann in der medizinischen Abteilung der Universität Kyūshū aufging, tätig. Zu seinen Schülern zählten Hakaru Hashimoto, bekannt für die Entdeckung der Hashimoto-Thyreoiditis, und der chinesische Schriftsteller und Politiker Guo Moruo, der in Kyūshū Medizin studierte, diesen Beruf aber nie ausübte. Nakayama befasste sich als Pathologe mit dem Lebenszyklus des Pärchenegels (Schistosoma japonicum), worüber er 1907 promovierte. 1909 zog er sich während einer Autopsie eine lebensgefährliche Infektion mit pyogenen, Eiter bildenden, Bakterien zu, die er überstand. Daraufhin begann er sich mit seinem zweiten Interessensgebiet, der Archäologie, zu befassen.
Als Archäologe galt sein Interesse der Region Nord-Kyūshū. Er gründete 1930 die Archäologische Gesellschaft Kyūshū (九州考古学会 Kyūshū Kōko Gakkai). Als er ein Jahr später die Universität verließ, wurde er mit der Verleihung der oberen der dritten Rangklasse (正三位 jōsan’i) in den Adelsstand versetzt. 1954 wurde er mit dem Kulturpreis für Westjapan geehrt. Nakayama starb 1956 im Alter von 84 Jahren an einer Lungenentzündung. Nakayama ist in Japan vornehmlich für seine herausragenden Leistungen auf dem Gebiet der Archäologie in Erinnerung geblieben.

## Archäologie
Nachdem Nakayama sich der Archäologie zuwandte, befasste er sich zunächst mit Steinwällen (石築地 Ishitsuiji) an der Hakata Bucht. 1913 publizierte er in der Fukuoka Nichinichi Shimbun einen Artikel über die Steinwälle aus der Kamakura-Zeit, in dem er sie als Schutzwälle gegen die Mongoleninvasionen (元寇防塁 Genkō Bōrui) identifizierte. Diese Bezeichnung ist noch heute gültig und bekannt.
Nakayama befasste sich auch mit dem goldenen Siegel, das Na, dem König von Wa, vom Han-Kaiser Guangwu übergeben wurde. Das Siegel war 1784 auf der Insel Shika entdeckt worden. Nakayama bemühte sich die Fundumstände, über die nichts bekannt war, zu klären. Dazu suchte er in Tempeln nach Hinweisen auf das Siegel und er nahm die mündlich tradierten Fundumstände durch Befragung der Inselbewohner auf.
1917 verfasste er einen wegweisenden Aufsatz über Funde der prähistorischen Zeit und einer von ihm so bezeichneten Zwischenzeit (中間時代) in Nord-Kyūshū. Bis zu Nakayamas Aufsatz ging die Forschung davon aus, dass auf die Japanische Altsteinzeit unmittelbar die Kofun-Zeit folgte. Anhand von Steinwerkzeugen und Metall-Artefakten, die am Fundplatz Itazuke in Fukuoka in Krugsärgen (甕棺墓 kamekan hata) entdeckt wurden, argumentierte Nakayama, dass es zwischen der Altsteinzeit und der Kofun-Zeit eine Zwischenzeit gegeben haben muss. Diese Zwischenzeit wurde von Hamada Kōsaku dann Chalkolithikum oder Kupfersteinzeit genannt, die heute als Yayoi-Zeit bekannt ist. Nakayama war der Erste der diese Unterscheidung vornahm.
Ein weiteres Verdienst Nakayamas ist es die Lage des heianzeitlichen Kōrokan (鴻臚館), einer Einrichtung für diplomatische und wirtschaftliche Beziehungen mit dem Ausland, zu bestimmen. Nakayama vertrat entgegen der gängigen Lehrmeinung die Auffassung, dass das Kōrokan sich in der Burg Fukuoka befunden haben muss. Diese Auffassung bestätigte sich 30 Jahre nach Nakayamas Tod als 1987 bei Reparaturarbeiten am Heiwadai Stadium die Überreste des Kōrokan entdeckt wurden.

## Veröffentlichungen (Auswahl)

### Medizin
- 1908 輸卵管内ノ回虫 (etwa: Über den Spulwurm (Ascaris lumbricoides) im Eileiter), in: Zeitschrift der medizinischen Fakultät an der Universität Fukuoka, Bd. 2 Nr. 1
- 1909 死因トナリタル食道静脈瘤ノ破綻 (etwa: Über den Bruch des Venenknotens in der Speiseröhre als Todesursache), in: Zeitschrift der medizinischen Fakultät an der Universität Fukuoka, Bd. 3 Nr. 2
- 1910 zum Schistosomum japonicum, in: Zeitschrift der medizinischen Fakultät an der Universität Fukuoka, Vol. 3 Nr. 3

### Archäologie
- 1912 福岡附近の史蹟 (etwa: Historische Stätten in der Umgebung von Fukuoka)
- 1913 元寇防塁の価値 (etwa: Die Bedeutung der Genkō Bōrui), in: Fukuoka Nichinichi Shimbun (福岡日々新聞)
- 1917 九州に於ける彌生式土器と貝塚土器 (etwa: Tongefäße aus Muschelhaufen und Yayoi-Keramik in Kyūshū), in: Zeitschrift für Archäologie Bd. 8 Nr. 4
- 1918 雑録　貝塚土器の縄文と古瓦の縄文 (etwa: Miszellen zu Schnurmustern auf alten Ziegeln und Keramik aus Muschelhaufen), in:  Zeitschrift für Archäologie Bd. 8 Nr. 12